# Palazzo Grosvenor
Il Palazzo Grosvenor è un edificio di Londra, attualmente sede dell'Ambasciata italiana nel Regno Unito.

## Storia
Situato nel quartiere di Mayfair, venne progettato dall'architetto John Simmons e realizzato tra il 1725 e il 1728. Di proprietà della famiglia Grosvenor, nel 1931 Hugh Grosvenor ne concesse l'usufrutto al Governo italiano per duecento anni. Fu dunque destinato ad ospitare la sede di rappresentanza dell'Ambasciata italiana, i cui uffici di cancelleria diplomatica sono invece alloggiati nel retrostante corpo di fabbrica che si affaccia su Three Kings Yard.